# 威廉·托马斯·布兰德
威廉·托马斯·布兰德（英語：William Thomas Brande，1788年1月11日—1866年2月11日）是一位英国化学家，皇家学会院士和爱丁堡皇家学会会员，在1821年通过电解氧化锂第一个获得了锂单质。